# 荒川颼
荒川 颼（あらかわ しゅう、1977年12月4日 - ）は、日本の墨絵アーティスト（指墨画）。
モンゴル芸術親善大使。颼游會会長。
栃木県栃木市出身。

## 経歴
墨絵初の文化マイスターに認定される。
2023年7月に開催された『常識を逸脱したイベント型アート個展』では、2日間で40作品の売却を達成。
海外アーティストグループのFTP（フリーダムタペストリープロジェクト）に抜擢。
2023年5月モンゴルイフテンゲル迎賓館に国賓として招待。日本人墨絵アーティスト代表として『モンゴル芸術親善大使』に任命された。

## 主な作品
荒川颼墨絵作品としては『朱雀乱舞』が最も有名である。

### 実績
- バルセロナ世界遺産サンパウ病院へタイル化
- 2023年度全世界発行記念カタログ掲載
- 日光東照宮幟旗
- 国立新美術館現代書作家協会展入選
- モリオン賞受賞
- マジェスティキング慈愛賞表彰
- 川崎市教育委員会賞受賞